# Grahame Cheney
Grahame Francis Cheney (Lithgow, Australia, 27 de abril de 1969) es un deportista olímpico australiano que compitió en boxeo, en la categoría de peso superligero y que consiguió la medalla de plata en los Juegos Olímpicos de Seúl 1988.

## Palmarés internacional
| Juegos Olímpicos | Juegos Olímpicos     | Juegos Olímpicos | Juegos Olímpicos |
| Año              | Lugar                | Medalla          | Prueba           |
| ---------------- | -------------------- | ---------------- | ---------------- |
| 1988             | Seúl (Corea del Sur) | Medalla de plata | Peso superligero |